# Callipo
Callipo è un gruppo italiano produttore di tonno e altre conserve ittiche, fondato a Pizzo, all'epoca afferente alla provincia di Catanzaro e oggi a quella di Vibo Valentia, nel 1913, con stabilimento produttivo a Maierato. Fa parte di un gruppo composto da: Giacinto Callipo Conserve Alimentari, Gelateria Callipo, Popilia Country Resort, Callipo Agricoltura, Med Frigus, Callipo Sport.
Callipo è stata la prima azienda in Calabria e tra le prime in Italia ad inscatolare il pregiato Tonno del Mediterraneo.

## Storia

Vecchio logo di Callipo.

Callipo Conserve Alimentari fu fondata a Pizzo Calabro (VV) nel 1913 da Giacinto Callipo, prima in Calabria e tra le prime in Italia ad inscatolare il pregiato Tonno del Mediterraneo, pescato con il sistema delle “tonnare fisse”. Nel 1926 l'azienda ottiene il brevetto di fornitore ufficiale della Real Casa.
La Callipo effettua la lavorazione, in tutte le sue fasi, esclusivamente in Italia nel proprio stabilimento di Maierato (VV) che si estende su una superficie di circa 34000 m², 9 700 dei quali coperti.
La capacità produttiva giornaliera è di circa 300 000 scatole e 35 000 vasetti di vetro, per un totale di circa 5 200 tonnellate all'anno.
Nel 2008 il Gruppo Callipo inizia una forte diversificazione: oggi, oltre alle conserve ittiche, produce confetture e composte con il brand Callipo Dalla Nostra Terra, i rinomati gelati della tradizione di Pizzo di Calabria con la Callipo Gelateria e gestisce una struttura turistico alberghiera a quattro stelle denominata Popilia Country Resort in località Cutà- Maierato .

## Riconoscimenti
Nel corso degli anni, l'azienda ha ottenuto diversi riconoscimenti e raggiunto importanti traguardi:
- nel 1926 ottiene il brevetto di fornitrice della Real Casa;
- nel 1994 ha ottenuto l'autorizzazione dal Food and Drug Administration per l'esportazione negli Stati Uniti d'America;
- nel gennaio 1996 ha reso operativo il sistema di autocontrollo HACCP per il monitoraggio e la gestione dei punti critici della filiera produttiva;
- nel maggio 1996, nel corso della Fiera Cibus di Parma, è stata premiata per i Filetti di Tonno in vasetto di vetro con l'oscar A.I.D.A. per "Attrattività, Creatività e Immaginazione";
- nel febbraio 1997, ha conseguito la certificazione del sistema di qualità secondo le norme ISO 9002 aggiornata alla Vision 2000;
- nell'ottobre 2001, ha ottenuto dall'istituto di certificazione Det Norske Veritas la prima certificazione italiana di prodotto nel settore delle conserve di tonno;
- nel dicembre 2003, primi in Italia ad avere ottenuto la "certificazione di affidabilità doganale" rilasciata dall'Agenzia delle Dogane attestante un grado del 4º livello, il massimo previsto dalla normativa;
- nel marzo 2005 ha ottenuto dal DNV altre 2 certificazioni di qualità di livello internazionale: lo Standard BRC “Global Standard - Food” e lo Standard IFS “International Food Standard”, che hanno come scopo principale quello di rafforzare e promuovere la sicurezza alimentare lungo tutta la catena di fornitura;
- a maggio 2006 l’azienda ha ottenuto da parte dell’Unioncamere il prestigioso riconoscimento di “Impresa Longeva e di Successo”. Il Premio è stato attribuito a 4 aziende italiane, una per ogni settore economico (agricoltura, industria, artigianato, commercio e servizi), maggiormente contraddistinte da solidi risultati e dalla continuità generazionale nella gestione delle attività.
- a marzo 2009 ha ottenuto la Certificazione Kosher, oggi marchio di qualità riconosciuto in tutto il mondo, rilasciata dalla Services International Kosher Supervision Ltd. Perché un prodotto venga certificato Kosher, è necessario che soddisfi rigorosissimi standard di qualità e che tutte le procedure di produzione e confezionamento, nonché tutti i singoli ingredienti, siano conformi alle restrittive leggi del Kasheruth.
- a luglio 2009 viene premiata da Confindustria per aver superato i 50 anni di anzianità associativa.
- a giugno 2010 riceve da Bioagricert il Certificato di Conformità per il tonno in olio di oliva extravergine biologico.
- a giugno 2012 ha ottenuto la certificazione ISO 14001:2004 che attesta una gestione responsabile degli aspetti ambientali connessi ai cicli produttivi.
- ad agosto 2012 ha ricevuto il Premio "Azienda Faro" conferito dalla Camera di Commercio di Vibo Valentia a riconoscimento di "un successo imprenditoriale consolidato e innovativo che risulta essere strategico per il territorio, in termini di sviluppo e competitività".
- nel gennaio 2013 il Presidente della Repubblica Giorgio Napolitano ha conferito all’azienda, in occasione delle celebrazioni per il centenario, una propria targa di rappresentanza.

## Dati economici
Nel 2018 i ricavi sono stati di 57 milioni di euro, mentre nel 2019 hanno toccato i 63 milioni con un aumento del 10%.